# 丁赤赞普
丁赤赞普（藏語：དིང་ཁྲི་བཙན་པོ།，威利转写：Ding-khri btsan-po，?—?），又译丁弃赞普、丁赤赞布、鼎賜贊普、頂墀贊薄。按照藏族的传统他是吐蕃王朝第3任赞普，吐蕃王朝早期天赤七王之三。